# Ahmajärvi (sjö i Finland, Lappland, lat 68,75, long 27,12)
Ahmajärvi är en sjö i Finland. Den ligger i kommunen Enare i landskapet Lappland, i den norra delen av landet, 1 000 km norr om huvudstaden Helsingfors. Ahmajärvi ligger 187,3 meter över havet. Arean är 16,8 hektar och strandlinjen är 2,24 kilometer lång. Sjön  ingår i Pasvik älvs huvudavrinningsområde. 